# Samtgemeinde Duingen
La comunità amministrativa di Duingen (Samtgemeinde Duingen) si trovava nel circondario di Hildesheim nella Bassa Sassonia, in Germania.
A partire dal 1º novembre 2016 è stata unificata nel Samtgemeinde Leinebergland.

## Suddivisione
Comprendeva 5 comuni:
1. Coppengrave
2. Duingen (comune mercato)
3. Hoyershausen
4. Marienhagen
5. Weenzen

Il capoluogo era Duingen.